# Rawa (dopływ Gubra)
Rawa (Struga Rawa) – struga, prawobrzeżny dopływ Gubra o długości 12,16 km. Jej źródła znajdują się w okolicach wsi Stara Różanka (po zachodniej stronie). Przepływa przez Kiemławki Wielkie, Podławki i we wsi Garbno wpada do rzeki Guber. Zasilana jest dwoma prawobrzeżnymi i dwoma lewobrzeżnymi strumieniami. Na całej swojej długości Rawa przepływa przez tereny otwarte o rolniczym charakterze.